# 桑南氏魚
桑南氏魚，為輻鰭魚綱水珍魚目小口兔鮭科的其中一種，為深海魚類，分布於東南大西洋納米比亞及南非海域，棲息深度0-2000公尺，體長可達11.2公分，棲息在中層水域，生活習性不明。